# Hope on the Rocks
Hope on the Rocks è il sedicesimo album in studio del cantante di musica country Toby Keith, pubblicato nel 2012.

## Tracce
1. Hope on the Rocks – 3:39 (Toby Keith)
2. The Size I Wear – 3:00 (Keith, Rivers Rutherford)
3. Scat Cat – 2:55 (Keith, Rutherford)
4. I Like Girls That Drink Beer – 2:47 (Keith, Bobby Pinson)
5. Get Got – 3:45 (Keith, Pinson)
6. Haven't Had a Drink All Day – 2:33 (Keith, Pinson)
7. Haven't Seen the Last of You – 3:16 (Keith, Pinson)
8. Cold Beer Country – 3:15 (Keith, Pinson, Marc Fortney)
9. Missed You Just Right – 3:39 (Keith, Pinson)
10. You Ain't Alone – 2:44 (Keith, Scotty Emerick)

Tracce bonus - Edizione Deluxe
1. Red Solo Cup (Johnny Mac remix) – 3:28 (Brett Beavers, Jim Beavers, Brad Warren, Brett Warren)
2. Beers Ago (Jason Nevins remix) – 4:45 (Keith, Pinson)
3. Whiskey Girl (live) – 4:17 (Keith, Emerick)
4. Get Out of My Car (live) – 5:22 (Keith, Pinson)